# Hippopotamus madagascariensis
Hippopotamus madagascariensis — вимерлий вид бегемотів, ендемік острова Мадагаскар. Відомий лише з кісток, вважається, що він вимер десь після 1500 року. Це був один із трьох видів бегемотів, малагасійських бегемотів, які походили на Мадагаскар і всі вимерли.

## Опис
Як і сучасний карликовий бегемот (Choeropsis liberiensis), малагасійський карликовий бегемот мав очі на боці голови, а не високі орбіти та зуби звичайного бегемота. Мадагаскарський карликовий бегемот так само був менш водним, і багато його скам'янілостей були знайдені в лісистих високогір'ях Мадагаскару. Ці подібності можуть бути наслідком конвергентної еволюції.
Скам'янілості мадагаскарського карликового бегемота та H. lemerlei показують курсову адаптацію, відмінну від бегемотів на африканському континенті, і вони були б набагато кращими бігунами.

## Вимирання
Хоча не було жодних останків, датованих останньою тисячею років, бегемот був напрочуд поширений в малагасійських усних легендах. У різних регіонах Мадагаскару були записані історії про мангарсахока, ці-аомбі-аомбі, омбі-рано та лалумену, усіх тварин, схожих на бегемотів. Сила цих усних традицій змусила Міжнародний союз охорони природи (IUCN) класифікувати H. madagascarensis як нещодавно вимерлу (вимерлу через деякий час після 1500 року).
Принаймні сім кісток бегемота мають однозначні ознаки бійні, що свідчить про те, що вони вижили до прибуття людей на Мадагаскар. Можливо, люди та бегемоти співіснували близько 2000 років. Цілком можливо, що надмірне полювання людьми призвело до їхнього вимирання.